# جلكاوات
الجلكاوات (الاسم العلمي: Petromyzontinae) هي أسرة من الأسماك تتبع فصيلة الجلكية من رتبة الجلكويات.

## أجناس
تضم أسرة الجلكاوات سبعة أجناس هي:
- جلكى ماصة الحجر (الاسم العلمي: Petromyzon) تضم نوعاً وحيداً
- جلكى خزرية (الاسم العلمي: Caspiomyzon) تضم نوعاً وحيداً
- جلكى وتدية (الاسم العلمي: Entosphenus)
- جلكى مسننة (الاسم العلمي: Eudontomyzon)
- جلكى سمكية (الاسم العلمي: Ichthyomyzon)
- جلكى لاحسة الحجر (الاسم العلمي: Lampetra)
- جلكى هاملة الأمعاء (الاسم العلمي: Lethenteron)